# Tlacopsel
Tlacopsel (Acopsel, Lacopsel, Tlascopsel), pleme Attacapan Indijanaca iz jugoistočnog Teksasa. Točna lokacija njihovih sela nije poznata, ali se vjeruje da su se nalazila negdje u susjedstvu poznatijih plemena Bidai i Deadose. U povijesti se spominju tijekom 18. stoljeća uglavnom u vezi s misijama koje su podizane za pokrštavanje Indijanaca, i na kojima su vjerojatno izgubili svoj identitet. 

## Vanjske poveznice
Tlacopsel Indians